# Walid Daqqa
Walid Daqqa (en árabe: وليد دقة‎; Baqa al-Gharbiyye, 18 de julio de 1961-Tel Aviv, 7 de abril de 2024) fue un prisionero y novelista palestino que estuvo encarcelado durante 38 años después de ser declarado culpable de comandar un grupo afiliado al Frente Popular para la Liberación de Palestina (FPLP) que secuestró y mató a un soldado israelí. No fue condenado por el asesinato, sino por comandar el grupo, cargo que rechazó. Daqqa fue el prisionero palestino que más tiempo estuvo en prisión en cárceles israelíes.
Daqqa, ciudadano palestino de Israel, nació en Baqa al-Gharbiyye en 1961. En 1984, un grupo de árabes israelíes, afiliados al FPLP, secuestraron y mataron a un soldado israelí. Daqqa fue arrestado dos años después, acusado de comandar el grupo responsable. Su condena por un tribunal militar israelí se basó en antiguas normas de emergencia británicas. Recibió cadena perpetua sin libertad condicional, pero su sentencia fue posteriormente reducida a 37 años.
Durante su encarcelamiento, se casó en 1999 y tuvo un hijo en 2020 cuando su esperma fue contrabandeado. Daqqa también completó una licenciatura y una maestría en ciencias políticas y había estado trabajando en su doctorado. Es autor de varias obras de literatura carcelaria, incluida una novela infantil de 2018 que narra la historia de un niño que utiliza aceite de oliva mágico de la Cisjordania ocupada por Israel para visitar a su padre encarcelado.
En 2021, a Daqqa le diagnosticaron cáncer, lo que provocó pedidos de su liberación al cumplir su sentencia original en 2023, pero había recibido una sentencia adicional de dos años en 2018 por contrabando de teléfonos móviles a prisioneros. Amnistía Internacional informó que el abogado de Daqqa que lo había visitado unas semanas antes de su muerte dijo que Daqqa había perdido mucho peso y había sido sometido a tortura. Después de la muerte de Daqqa el 9 de abril de 2024, la policía israelí dispersó por la fuerza a los visitantes que asistieron a su funeral.

## Biografía
Daqqa nació en la ciudad predominantemente árabe de Baqa al-Gharbiyye, Israel, en 1961, y era ciudadano palestino de Israel. De adulto se ganó la vida como pintor de casas, trabajando en Tel Aviv y Eilat. Se radicalizó por el impacto de la invasión israelí del Líbano y la masacre de Sabra y Shatila, y posteriormente se unió al Frente Popular para la Liberación de Palestina (FPLP).
Daqqa se unió al Frente Popular para la Liberación de Palestina en 1983 y recibió entrenamiento militar en 1984. La misión era recopilar información sobre líderes y funcionarios israelíes que participaron en la invasión israelí del Líbano en 1982, con el fin de secuestrar soldados con el objetivo de canjearlos por prisioneros palestinos y árabes detenidos en una prisión israelí. El 6 de agosto de 1984, un grupo de árabes israelíes, afiliados al FPLP, secuestraron a un soldado israelí llamado Moshe Tamam, que en ese momento estaba de permiso, cuando bajaba de un autobús cerca de su casa en las cercanías de Netanya. Tamam fue encontrado muerto cuatro días después, con heridas «masivas» en la cabeza.
Daqqa fue arrestado el 25 de marzo de 1986 y acusado de ser miembro o comandante del grupo afiliado al FPLP que secuestró y mató a Tamam. Daqqa no estaba presente en el momento del secuestro y, en marzo de 1987, fue declarado culpable de comandar el grupo, acusación que siempre negó. La agencia de noticias estatal palestina Wafa describió a Daqqa como un «luchador por la libertad», y describió a los miembros del FPLP condenados por matar a Tamam como «sus compañeros». Según Amnistía Internacional, su condena se basó en normas de emergencia promulgadas por las autoridades británicas en el Mandato británico de Palestina, que permiten un umbral de prueba más bajo que los criterios utilizados en el derecho penal israelí. Recibió cadena perpetua sin libertad condicional, pero su sentencia fue posteriormente reducida a 37 años. Daqqa estaba entre los 23 palestinos retenidos por Israel desde antes de que se firmaran los Acuerdos de Oslo en la década de 1990. Daqqa se unió a Balad en 1996 y luego se desempeñó como miembro del Comité Central del partido.
En 1999, mientras estaba en prisión, se casó con Sanaa Salameh, una abogada de Tira, después de obtener un permiso poco común para la boda y para que se tomaran fotografías de la ceremonia. Sin embargo, no se le permitió pasar tiempo con su esposa en visitas conyugales. En una carta abierta desde prisión en 2011, Daqqa expresó su deseo de tener un hijo, al que llamaría Milad. La pareja tuvo una hija en 2020, concebida después de que su esperma saliera de contrabando de prisión. Debido a ello, fue castigado con un período de confinamiento solitario. Daqqa recibió una licenciatura y una maestría en ciencias políticas en 2010 y 2016 respectivamente, y en 2018 se informó que había estado trabajando en su doctorado.

## Obras
Daqqa escribió varios libros durante su encarcelamiento, varios de los cuales han sido descritos como literatura carcelaria, sobre política y filosofía, y también como un cuento para niños. Entre sus obras destacan El cuento de los secretos del aceite, Fusión de conciencias y Un tiempo paralelo. Este último libro, junto con material de una larga carta que le había escrito al exparlamentario Azmi Bishara, fue adaptado a una obra de teatro y presentado en el Teatro Al-Midan en Haifa, y habla sobre el estado psicológico de los prisioneros. A raíz de la polémica sobre su puesta en escena, el teatro acabó perdiendo la mitad de su presupuesto. Tras el lanzamiento de su novela infantil titulada El cuento de los secretos del aceite en 2018, que habla sobre hijos de prisioneros, se informó que Daqqa planeaba escribir una secuela titulada «El cuento del secreto de la espada», abordando a los refugiados y su derecho al retorno.

### El cuento de los secretos del aceite
En 2018, Daqqa escribió su primera novela para niños, que se presentó en el museo Mahmud Darwish en Ramala, Cisjordania ocupada por Israel.
El cuento de los secretos del aceite narra la historia de un niño de 12 años llamado Jude, que fue concebido con el esperma de su padre encarcelado. Comienza cuando el niño se prepara para encontrarse con su padre por primera vez en prisión, pero Jude recibe la noticia de que, «por razones de seguridad», su visita ha sido cancelada. Jude, con el corazón roto, sale a caminar por el campo y conversa con diferentes especies, incluido un conejo, un gato y, finalmente, un olivo llamado Um Rumi, que tiene 1500 años. Todos escuchan la frustración del niño por su visita cancelada a la prisión y le cuentan su sufrimiento bajo la ocupación y su lucha por la libertad.
Um Rumi, el olivo, le cuenta al niño su experiencia cuando Israel amenazó con arrancarla de raíz para poder trasladarla de Cisjordania a la ciudad israelí de Afula. Luego, le cuenta al niño sobre su aceite sagrado, que había mantenido en secreto. Jude se frota la piel con aceite, haciéndolo invisible y ayudándolo a visitar a su padre en prisión. Al escuchar la voz de un niño decir: «Soy tu hijo, Jude», su padre piensa que está perdiendo la cabeza.
El aceite mencionado en la novela se hace en referencia a Jesús, cuyo aceite se decía que podía curar las heridas de las personas. Al final del libro, Daqqa simboliza la prisión con otra más grande donde viven los palestinos en los territorios ocupados. Daqqa menciona en el preludio de la novela que está escribiendo: «hasta que sea liberado de la prisión, con la esperanza de liberarme de la prisión». Al objetivo explicado de su novela le sigue la dedicatoria: «A Jude, para que viva su infancia, a todos los niños que se han hecho adultos antes de tiempo y a todos los adultos que la prisión ha privado del sabor de la infancia».

## Muerte
En 2021, a Daqqa le diagnosticaron una forma rara de cáncer de huesos, mielofibrosis, que altera la producción de células sanguíneas. Activistas palestinos de derechos humanos acusaron a Israel de negligencia médica, empeorando su condición. Debía ser puesto en libertad en marzo de 2023 al cumplir su condena, pero ya había recibido una condena adicional de dos años en 2018 por contrabando de teléfonos móviles para distribuirlos a otros presos para que se pusieran en contacto con sus familias. Amnistía Internacional informó que el abogado de Daqqa que lo había visitado el 24 de marzo de 2024 estaba «conmocionado por su marcada pérdida de peso y su visible fragilidad» y, en consecuencia, dijo que negar a los prisioneros el acceso a atención médica puede constituir tortura. También informó que su abogado afirmó que Daqqa fue sometido a torturas por parte del Sistema Penitenciario de Israel, incluidas palizas y humillaciones.
Daqqa murió por complicaciones de cáncer el 7 de abril de 2024, a la edad de 62 años, tras 38 años de prisión. Las autoridades israelíes no informaron a su familia de su fallecimiento y sólo se enteraron a través de las redes sociales. Al día siguiente, penúltimo del Ramadán, mientras las autoridades ignoraban las peticiones de liberación de su cuerpo, se habían dispuesto sillas en el jardín para los visitantes que llevaban sus condolencias. La policía fronteriza irrumpió en el jardín y ordenó que retiraran los asientos. Según Gideon Levy, estaba prohibido sentarse y llorar. A última hora de la tarde, mientras se levantaba la habitual tienda de luto, tuvo lugar otra redada policial: los dolientes fueron golpeados, empujados a un lado, cinco fueron detenidos y la tienda de luto fue luego derribada.
En el momento de su muerte, Daqqa era uno de los prisioneros palestinos más destacados que llevaba largo tiempo bajo custodia israelí. La Comisión Palestina de Asuntos de Detenidos afirmó que la muerte de Daqqa elevó a 251 el número de palestinos que han muerto en prisiones israelíes desde 1967, cuando Israel ocupó los Territorios Palestinos. Su muerte fue también la número 14 bajo custodia israelí desde el inicio de la guerra Israel-Gaza el 7 de octubre de 2023, según la Sociedad de Prisioneros Palestinos.

### Reacciones

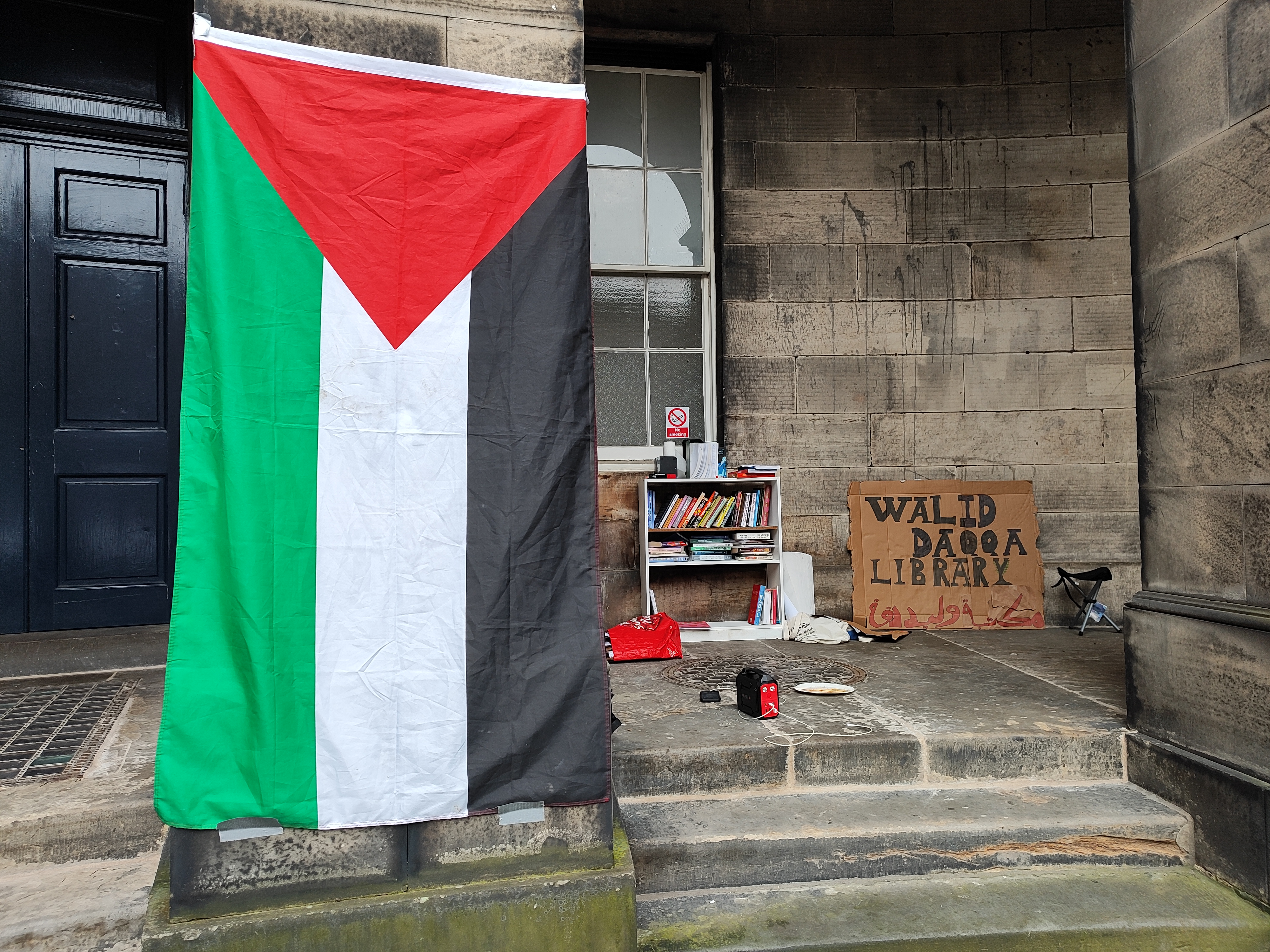
Biblioteca conmemorativa que lleva el nombre de Daqqa en un campamento propalestino en la Universidad de Edimburgo, 2024.

Según informes, la policía israelí intervino enérgicamente para dispersar a los visitantes que se habían acercado a su casa en Baqa al-Gharbiyye para presentar sus respetos a su familia después de que se anunciara su muerte, arrestando a cinco dolientes. El hermano de Daqqa afirmó que Itamar Ben-Gvir, el ministro israelí de Seguridad Pública, había retrasado la restitución de su cuerpo a su familia para su entierro. Ben-Gvir señaló que no estaba contento con su muerte natural porque no era la «pena de muerte para terroristas» que consideraba apropiada.
La investigadora principal Érika Guevara Rosas de Amnistía Internacional escribió tras la muerte de Daqqa que:

Incluso en su lecho de muerte, las autoridades israelíes continuaron mostrando niveles escalofriantes de crueldad contra Walid Daqqah y su familia, no sólo negándole tratamiento médico y alimentación adecuados, sino también impidiéndole decir un último adiós a su esposa Sanaa Salameh y a su hija de cuatro años Milad.

En respuesta a un informe de Amnistía Internacional sobre Daqqa, el Ministerio de Asuntos Exteriores israelí escribió en una publicación en las redes sociales: «Amnistía, tienes una obsesión inquietante con glorificar a asesinos sádicos».